# جبهه صبح ایران
در آستانه برگزاری دوازدهمین انتخابات مجلس شورای اسلامی جبهه صبح ایران به دبیر کلی علی‌اکبر رائفی‌پور اعلام موجودیت کرد.
دبیرکل جبهه صبح ایران در نشستی خبری که پیش از ظهر سه‌شنبه اول اسفند ۱۴۰۲ در بیست و چهارمین نمایشگاه رسانه‌های ایران و با حضور سعید محمد فعال سیاسی برگزار شد، اعلام کرد: جبهه صبح ایران جبهه‌ای سیاسی است که طی روزهای گذشته تشکیل شده است.
وی با بیان اینکه این جبهه به صورت ویژه برای انتخابات پیش رو برنامه دارد، افزود: این جبهه دارای ۳ بخش است؛ بخش اول مشخصاً کار سیاسی انجام می‌دهد و بخش دوم ناظران و امین‌های مردمی هستند؛ عزیزانی در این بخش حضور دارند که آقایان سعید محمد و حجت‌الاسلام شجاعی و محمدرضا غلامرضا از جمله آن‌ها هستند. بخش سوم جبهه نیز شامل همراهان و هواداران است.
دبیرکل جبهه صبح ایران با بیان اینکه «انتخابات پیش رو هدف کوتاه مدت است و بنای ما بر این است که جریان متفاوتی در فضای سیاسی کشور ایجاد شود»، اظهار کرد: آنچه برای ما مهم است گفتمان است و امروز خوشحالم که تمام جریانات سیاسی برای جلب مخاطب از شفافیت صحبت می‌کنند که این موجب افتخار است.
رائفی‌پور با تاکید بر اینکه مجلس پیش رو باید تصمیمات مهمی بگیرد که سرنوشت آینده را مشخص می‌کند، گفت: برای عضویت در جبهه صبح ایران کسانی را قبول می‌کنیم که تعهدنامه ما را مبنی بر شفاف کردن کامل خود و آراء و اموالشان امضا کنند و جلوی دوربین بنشینند و سوگند بخورند. چنانچه آنهایی که خود را رقیب ما می‌دانند، تعهدنامه ما را امضا کنند، کاندیدای آنها در لیست ما حضور خواهند داشت.

## ششمین انتخابات مجلس خبرگان رهبری
جبهه صبح ایران در انتخابات ششمین دوره مجلس خبرگان رهبری اسامی نامزدهای مورد حمایت خود را مشخص نمود که از این بین ۶۳ نفر از ایشان برای مدت ۶ سال انتخاب گردیدند.
از افراد شاخص در این فهرست ابراهیم رئیسی، علیرضا اعرافی و محمود رجبی هستند.

## دوازدهمین انتخابات مجلس شورای اسلامی
جبهه صبح ایران در دوازدهیم انتخابات مجلس شورای اسلامی فهرست کاندیداهای مورد حمایت خود در استان های مختلف را منتشر کرد.
حمید رسایی، منوچهر متکی، سیدمحمود نبویان،سید محسن موسوی زاده و امیرحسین ثابتی از جمله چهره های سیاسی موجود در فهرست این جبهه بودند.